# Type 10006 SNCV
Le type 10006 est un type d'automotrice électrique pour tramway construit par les Ateliers de Seneffe pour la Société nationale des chemins de fer vicinaux (SNCV).

## Histoire
Elles sont mises en service de mars à mai 1932.

## Caractéristiques

### Caractéristiques générales[1]
| Nombre construits         | 20                  |
| Constructeur              | Ateliers de la Dyle |
| Numéros                   | 9920-9939           |
| Écartement [mm]           | 1 000               |
| Largeur hors-caisse [mm]  | 2 200               |
| Empattement du bogie [mm] | 3 000               |
| Disposition des essieux   | Bo                  |
| Conduite                  | Bidirectionnelle    |

### Motorisation[1]
| Motorisation       | bimoteurs       |
| Constructeur       | Siemens         |
| Puissance unitaire | 60,3 kW (82 CV) |

### Freinage
Freinage rhéostatique.